# Royal Rumble (1999)
O Royal Rumble 1999 foi 12º evento anual pay-per-view do Royal Rumble, realizado pela World Wrestling Federation. Decorreu a 24 de Janeiro de 1999 no Arrowhead Pond em Anaheim, Califórnia.

## Evento

### Pré-show
| Papel:        | Nome:                      |
| ------------- | -------------------------- |
| Comentaristas | Jerry "The King" Lawler    |
| Comentaristas | Michael Cole               |
| Comentaristas | Carlos Cabrera (Espanhol)  |
| Comentaristas | Hugo Savinovich (Espanhol) |
| Locutor       | Howard Finkel              |
| Árbitros      | Earl Hebner                |
| Árbitros      | Theodore Long              |
| Árbitros      | Mike Chioda                |

### Lutas preliminares
O combate de abertura começou devagar, com o o Big Boss Man provocando o Road Dogg, os dois circularam um ao outro ocasionalmente indo para o combate, mas sem execução de movimentos. Eventualmente Road Dogg ficou encostado no corner e o Bossman deu-lhe socos. Road Dogg teve um pequeno sucesso quando Bossman tentou correr e pressiona-lo sobre o corner, mas prendeu sua perna nas cordas. Bossman tentou detê-lo com o seu cassetete, mas o árbitro Mike Chioda o parou e em quanto ele estava sendo repreendido, Road Dogg arrastou-o de pé para o poste do ringue, de pernas abertas. Depois de se recuperar, Boss Man jogou Road Dogg para fora do ringue. Dentro do ringue Boss Man arremessou Dogg para o corner e em seguida o esmagou com um abraço de urso. Após alguns socos de Road Dogg, Boss Man dominou a maior parte do combate a partir deste ponto, e apesar de um  Shake, Rattle & Roll de Road Dogg, Boss Man usou a distração do oponente para aplicar o Big Boss Slam, fazendo o pinfall logo em seguida.
Com Billy Gunn no ringue, Ken Shamrock correu para aplicar uma série de chutes, mas conseguiu chegar nos seus pés e o socou no corner. Ele rapidamente trabalhou para diminuir o estilo de Gunn, mantendo-o no chão com uma série de chutes e elbow drops, somente se aproximou para chuta-lo de volta para baixo. Os dois lutadores desceram após Shamrock tê-lo jogado no corner e tentado aplicar um flapjack em Gunn, em seguida Gunn colocou Shamrock no corner para uma sequência de dez socos, ele então começou a correr para ataca-lo e foi jogado por cima das cordas para fora do ringue. Shamrock aproveitou o tempo para arrastar Guun a o redor, jogando-o de cara no poste,escada e chão, antes de colocá-lo de volta no ringue e fez o pin logo em seguida.

## Resultados
| #                 | Resultados                                                                 | Estipulações                                           | Tempos |
| ----------------- | -------------------------------------------------------------------------- | ------------------------------------------------------ | ------ |
| Sunday Night HEAT | Christian derrotou Jeff Hardy.                                             | Luta individual                                        | 11:00  |
| Sunday Night HEAT | Bob Holly e Scorpio derrotaram Too Much (Scott Taylor e Brian Christopher) | Luta de duplas                                         | 03:52  |
| Sunday Night HEAT | Mankind venceu Mabel                                                       | Luta individual                                        | 05:04  |
| 1                 | Big Bossman derrotou Road Dogg                                             | Luta individual                                        | 11:52  |
| 2                 | Ken Shamrock (c) venceu Billy Gunn                                         | Luta individual pelo WWF Intercontinental Championship | 14:24  |
| 3                 | X-Pac (c) derrotou Gangrel                                                 | Luta individual pelo WWF European Championship         | 05:53  |
| 4                 | Sable (c) venceu Luna Vachon                                               | Strap match pelo WWF Women's Championship              | 04:43  |
| 5                 | The Rock derrotou Mankind (c)                                              | "I Quit" match pelo WWF Championship                   | 21:46  |
| 6                 | Vince McMahon eliminou por último Steve Austin                             | 1999 Royal Rumble match                                | 56:38  |

### Entradas e eliminações da luta Royal Rumble
Um novo participante entrou a cada 90 segundos.

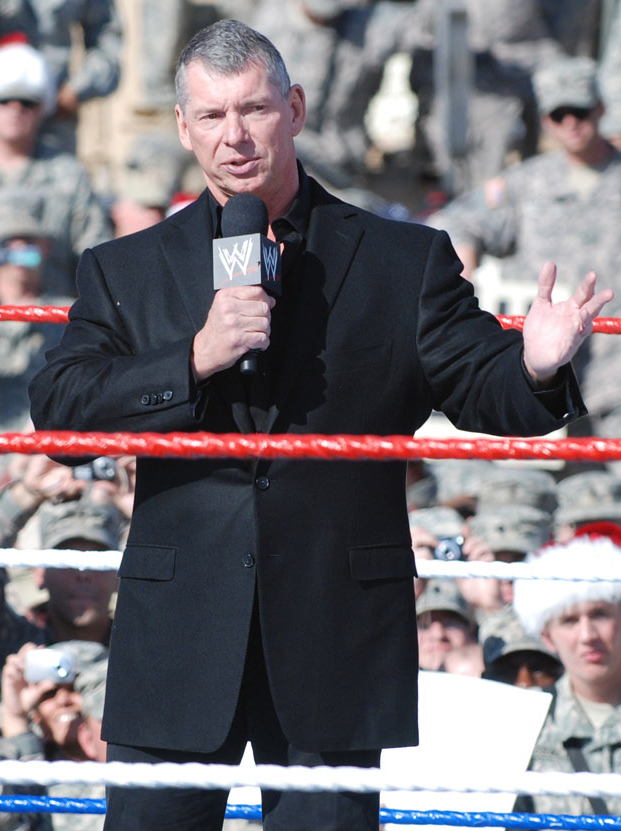
Mr. McMahon, vencedor da luta Royal Rumble de 1999.

| Símbolo | Significado           |
| ------- | --------------------- |
| †       | Indica o menor tempo. |

|    | Lutador                 | Colocação | Eliminado por             | Tempo |
| -- | ----------------------- | --------- | ------------------------- | ----- |
| 01 | Stone Cold Steve Austin | 2         | Vince McMahon             |       |
| 02 | Mr. McMahon             | Vencedor  | -                         |       |
| 03 | Golga                   | 30        | Stone Cold Steve Austin   |       |
| 04 | Droz                    | 24        | Mabel                     |       |
| 05 | Edge                    | 23        | Road Dogg                 |       |
| 06 | Gillberg                | 29        | Edge                      |       |
| 07 | Steve Blackman          | 27        | Mabel                     |       |
| 08 | Dan Severn              | 28        | Mabel                     |       |
| 09 | Tiger Ali Singh         | 26        | Mabel                     |       |
| 10 | The Blue Meanie         | 25        | Mabel                     |       |
| 11 | Mabel                   | 23        | Mideon, Farooq e Bradshaw |       |
| 12 | Road Dogg               | 20        | Kane                      |       |
| 13 | Gangrel                 | 22        | Road Dogg                 |       |
| 14 | Kurrgan                 | 19        | Kane                      |       |
| 15 | Al Snow                 | 21        | Road Dogg                 |       |
| 16 | Goldust                 | 17        | Kane                      |       |
| 17 | The Godfather           | 18        | Kane                      |       |
| 18 | Kane                    | 16        | Ele mesmo                 |       |
| 19 | Ken Shamrock            | 15        | Stone Cold Steve Austin   |       |
| 20 | Billy Gunn              | 14        | Stone Cold Steve Austin   |       |
| 21 | Test                    | 13        | Stone Cold Steve Austin   |       |
| 22 | The Big Bossman         | 4         | Stone Cold Steve Austin   |       |
| 23 | Triple H                | 7         | Stone Cold Steve Austin   |       |
| 24 | Val Venis               | 8         | Triple H                  |       |
| 25 | X-Pac                   | 12        | Big Bossman               |       |
| 26 | Mark Henry              | 10        | Chyna                     |       |
| 27 | Jeff Jarrett            | 11        | Triple H                  |       |
| 28 | D'Lo Brown              | 5         | Big Bossman               |       |
| 29 | Owen Hart               | 6         | Stone Cold Steve Austin   |       |
| 30 | Chyna                   | 9         | Stone Cold Steve Austin   |       |